# مروان زمامه

مروان زمامه

مروان زمامه (عربی: مروان زمامة؛ زادهٔ ۷ اکتبر ۱۹۸۳) بازیکن فوتبال اهل مراکش بود.
از باشگاه‌هایی که در آن بازی کرده‌است می‌توان به باشگاه فوتبال میدلزبرو، باشگاه ورزشی القطر، باشگاه فوتبال هیبرنین، باشگاه فوتبال الشعب امارات، و باشگاه فوتبال الرجا اشاره کرد.
وی همچنین در تیم ملی فوتبال مراکش بازی کرده‌است.